# Abdullah II da Jordânia
Abdullah II (em árabe: عبدالله الثاني بن الحسين; Amã, 30 de janeiro de 1962) é o Rei da Jordânia e político liberal desde 1999. É o filho mais velho do rei Hussein com sua segunda esposa a britânica Antoinette Avril Gardiner, sendo membro da Casa de Haxemita, que governa a Jordânia desde 1946 e afirma ser descendente do profeta islâmico Maomé.
Abdullah nasceu em 1962 e foi nomeado Príncipe Herdeiro pouco depois de seu nascimento, porém o rei transferiu o título para seu irmão o príncipe Hassan em 1965, devolvendo-o para Abdullah apenas em 1999 pouco antes de sua morte. Ele se casou em 1993 com a plebeia Rania Al-Yassin, com que têm quatro filhos: Hussein, Iman, Salma e Hashem.

## Início de vida

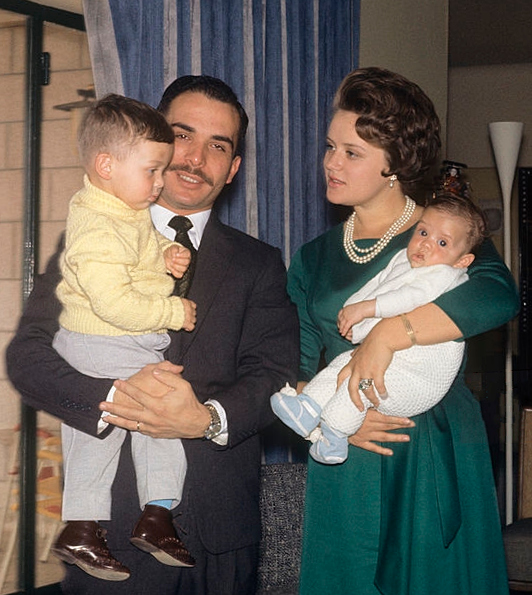
Hussein segurando Abdullah, e Muna com seu filho Faisal em 1964.

Abdullah nasceu em Amã no dia 30 de janeiro de 1962, o filho mais velho do rei Hussein com sua segunda esposa a britânica Antoinette Avril Gardiner, que assumiu ao se casar o nome de Muna al-Hussein. Era o herdeiro aparente do trono jordaniano sob a constituição de 1952, porém seu pai decidiu nomear seu irmão o príncipe Hassan como Príncipe Herdeiro por causa de períodos de instabilidade durante a década de 1960.
Começou a estudar no Colégio Educacional Islâmico de Amã, então indo para a Inglaterra estudar na Escola de Santo Edmundo e depois para os Estados Unidos cursar a Escola Eaglebrook e a Academia Deerfield. Ele voltou para a Inglaterra e entrou em 1980 na Real Academia Militar de Sandhurst, sendo comissionado segundo tenente do Exército Britânico, servindo durante um ano como comandante das tropas do 13º/18º Hussars Reais. Abdullah entrou no Pembroke College de Oxford em 1982, onde realizou durante um ano um curso especial sobre assuntos do Oriente Médio. Ele voltou para a Jordânia e entrou no Exército Real, servindo como oficial na 40ª Brigada Blindada e passando por cursos de paraquedismo e queda livre. Abdullah voltou para os Estados Unidos em 1985 e se juntou ao Curso Avançado de Oficiais do Fort Knox, retornando no ano seguinte e se tornando comandante da 91ª Brigada Blindada de tanques, com a patente de capitão. Ele também serviu na Força Aérea Real na ala anti-tanques, onde foi treinado para pilotar helicópteros Bell AH-1 Cobra.
Hussein foi diagnosticado com um linfoma em julho de 1998 e sua saúde foi piorando pelos meses seguintes. Ele nomeou Abdullah novamente como Príncipe Herdeiro e também regente do reino em 24 de janeiro de 1999.

## Reinado
Abdullah ascendeu ao trono em 7 de fevereiro de 1999 após a morte de seu pai e duas semanas depois de ser nomeado herdeiro. O novo rei foi para uma sessão de emergência da Parlamento da Jordânia apenas algumas horas depois do anúncio da morte de Hussein. Ele usou um keffiyeh vermelho e branco e foi precedido por seus tios os príncipes Hassan e Muhammad. Abdullah foi aplaudido pelos senadores e deputados, muitos dois quis ainda choravam de luto por Hussein, e fez o juramento de seu cargo: "Eu juro por Deus Todo Poderoso manter a constituição e ser fiel à nação".

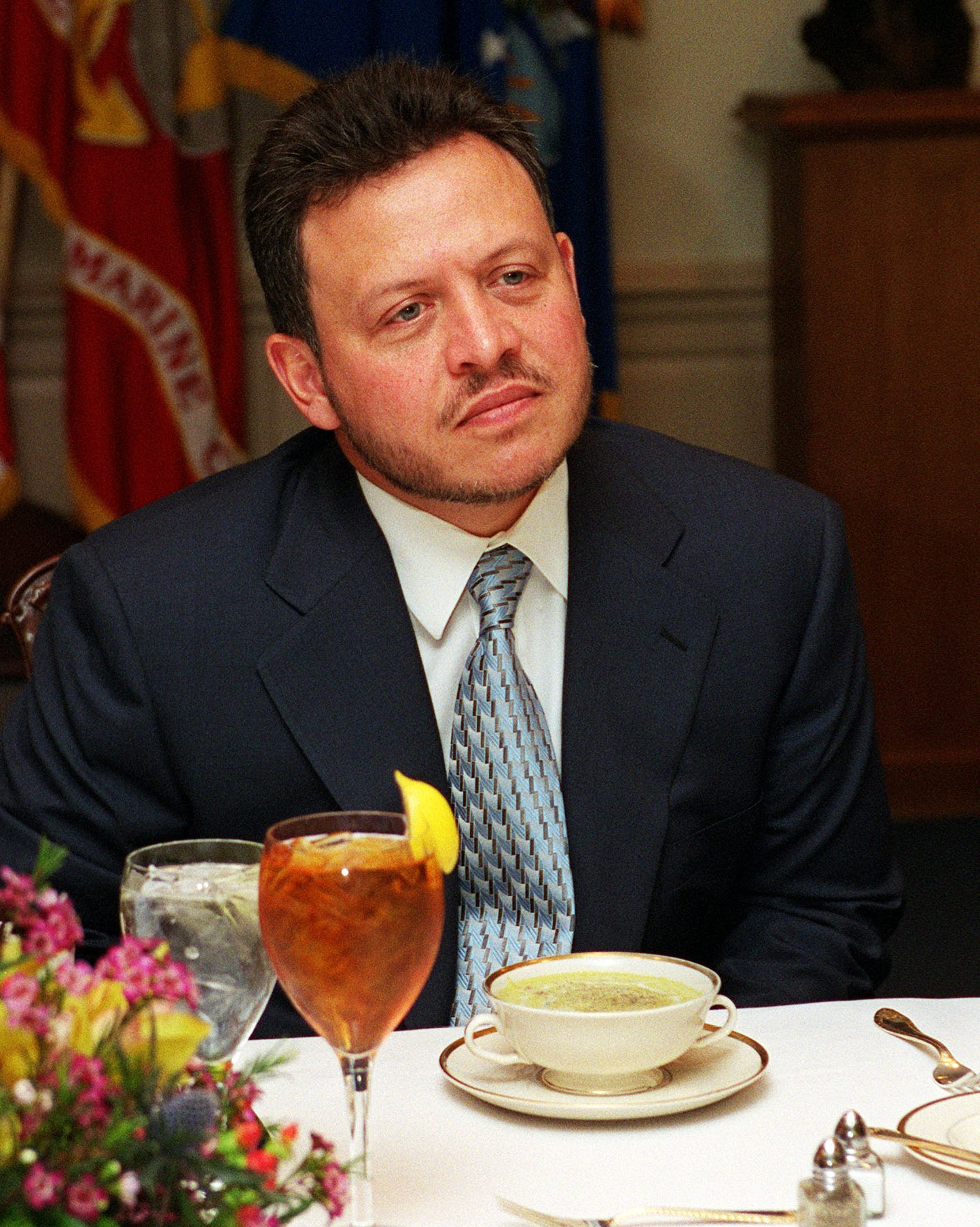
Abdullah em 2001

Um de seus primeiros atos como monarca foi nomear seu meio-irmão o príncipe Hamzah como o herdeiro aparente do trono, seguindo um dos últimos desejos de seu pai. Hamzah manteve o título até novembro de 2004 quando o próprio Abdullah o retirou, afirmando que "Você manter esta posição simbólica restringiu sua liberdade e impediu que lhe confiarmos certas responsabilidades que você está completamente qualificado para realizar". O rei não nomeou um sucessor para o título de Príncipe Herdeiro, porém era esperado que ele nomeasse seu filho mais velho o príncipe Hussein para a posição. Hussein formalmente recebeu o título em 2 de julho de 2009.
A economia jordaniana cresceu desde a ascensão de Abdullah e ele foi creditado como tendo ajudado a aumentar o investimento estrangeiro, as parcerias público-privada e por ter criado as fundações para a zona livre de comércio de Aqaba. Ele também estabeleceu outras cinco zonas econômicas em Irbid, Ajloun, Mafraq, Ma'an e no mar Morto. O crescimento financeiro da Jordânia dobrou para seis por cento sob o reinado de Abdullah quando comparado à primeira metade da década de 1990. Investimento ocidental além de outros países do Golfo Pérsico também aumentou. O rei também negociou um tratado livre comercial com os Estados Unidos.
Abdullah também já trabalhou pela paz entre Israel e a Palestina, encontrando-se com várias delegações norte-americanas, israelenses e palestinas a fim de tentar encontrar uma solução para o conflito israelo-palestino. Ele viajou para a Cisjordânia em dezembro de 2012 para visitar a  Autoridade Nacional Palestiniana, tornando-se o primeiro chefe de estado a visitar o território depois dele ter sido aceito como um membro observador das Nações Unidas.
O rei também acredita em uma força militar poderosa, fazendo com que a Jordânia adotasse uma política de "qualidade sobre quantidade". Esse pensamento levou o país a adquirir armamentos avançados e aumentar e melhorar sua frota de caças F-16. As forças de terra também compraram tanques Challenger 1.

### Ameaça de golpe
Em 03 de abril de 2021, a imprensa mundial reportou que um dos irmãos do rei, o Príncipe Hamzah bin Hussein, havia tentado dar um golpe de estado com ajuda de algumas autoridades, como Sharif Hasan bin Zaid, um membro da realeza do país, e de Bassem Awadallah, antigo chefe da Casa Real, ex-assessor do rei e ex-ministro de Finanças. Todos eles, além dos outros participantes da tentativa, acabaram presos por ameaçar a segurança e a estabilidade  do país.
No dia seguinte, a Casa Real anunciou que Abdullah havia recebido o apoio de diversas lideranças dos países árabes, entre elas do Rei Mohammed VI do Marrocos; do Rei Hamad bin Isa Al Khalifa de Bahrein; do Emir do Qatar, Sheikh Tamim bin Hamad Al Thani; e do Emir do Kuwait, Sheikh Nawaf Al Ahmad Al Jaber Al Sabah.

## Poderes
Mesmo com a Jordânia sendo uma monarquia constitucional, Abdullah detém poderes relativamente elevados, como dissolver o parlamento, convocar eleições, nomear e afastar o primeiro-ministro, o chefe do exército, membros do tribunal e outros membros de alto escalão do governo. Também pode sancionar ou vetar leis.
Abdullah também é comandante supremo das Forças Armadas da Jordânia, e frequentemente participa de exercícios militares.

## Interesses

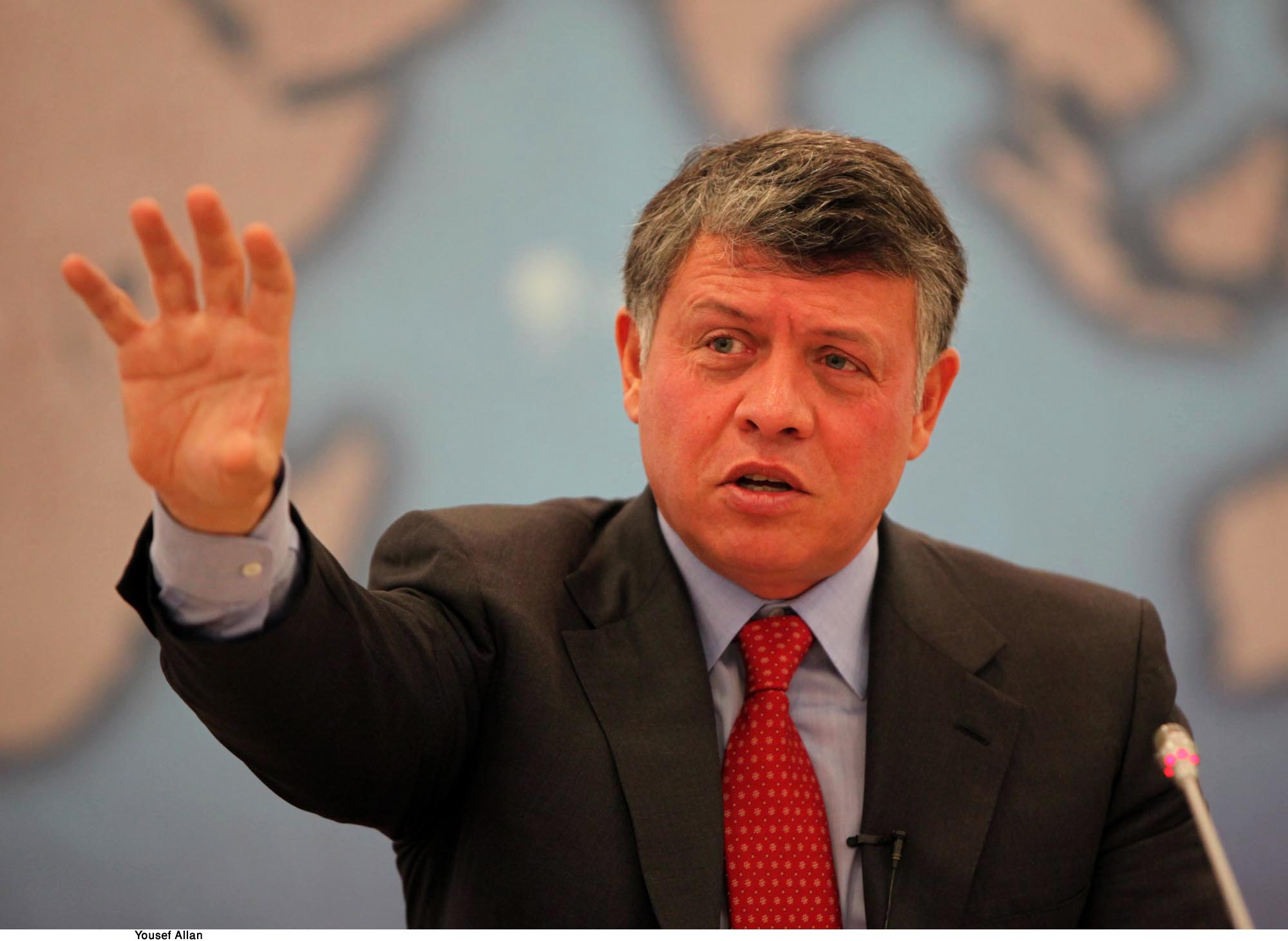
Abdullah em 2011

Abdullah listou paraquedismo, rali, mergulho, futebol e ficção científica entre seus principais interesses e passatempos. Ele também promove o turismo na Jordânia, tendo inclusive servido como guia e co-apresentador junto com Peter Greenberg no documentário Jordan: A Royal Tour para o Discovery Channel em 2002. O rei não tem mais permissão para pular de paraquedas desde sua ascensão, porém ainda assim realiza mergulhos e dirige sua própria motocicleta.
Seu meio irmão o príncipe Ali afirmou que Abdullah é o maior torcedor da Seleção Jordana de Futebol. O próprio Abdullah foi presidente da Associação Jordana de Futebol até ascender ao trono, sendo sucedido na posição por Ali.
O rei também é um grande fã da franquia de ficção científica Star Trek. Durante uma visita aos Estados Unidos em 1996 enquanto ainda era príncipe, ele fez uma rápida aparição como figurante no episódio "Investigations" da série Star Trek: Voyager. Um parque temático de Star Trek tem previsão de inauguração em 2020 como parte do projeto para a promoção do turismo na região de Aqaba, com Abdullah sendo um dos principais investidores.
Seu interesse em cinema e televisão influenciou sua decisão para criar em 2008 o Instituto do Mar Vermelho de Artes Cinematográficas, um instituto de cinema sediado em Aqaba e realizado em parceria com Universidade do Sul da Califórnia.

## Saúde
Em 9 de abril de 2022 a Casa Real Haxemita anunciou que o rei viajaria para a Alemanha para se submeter a uma cirurgia de hérnia de disco e que a regência seria exercida por seu filho mais velho, o Príncipe Herdeiro Hussein.

## Títulos, estilos e honras

Brasão de armas da Jordânia

### Títulos e estilos
- 30 de janeiro de 1962 – 1 de março de 1965: Sua Alteza Real, o Príncipe Herdeiro da Jordânia
- 1 de março de 1965 – 24 de janeiro de 1999: Sua Alteza Real, o príncipe Abdullah da Jordânia
- 24 de janeiro de 1999 – 7 de fevereiro de 1999: Sua Alteza Real, o Príncipe Herdeiro da Jordânia
- 7 de fevereiro de 1999 – presente: Sua Majestade, o Rei do Reino Haxemita da Jordânia

### Honras
Jordanianas
- Grão-Mestre da Ordem de al-Hussein bin Ali
- Grão-Mestre da Suprema Ordem da Renascença
- Grão-Mestre da Ordem da Estrela da Jordânia
- Grão-Mestre da Ordem da Independência

Estrangeiras
- Grã-Cruz da Ordem do Mérito da Alemanha (Classe Especial)[31]
- Grande Estrela da Decoração de Honra pelos Serviços à Áustria
- Colar da Ordem de al-Khalifa do Bahrain[31]
- Cavaleiro do Grande Cordão da Ordem de Leopoldo
- Colar da Ordem da Família Real da Coroa de Brunei[31]
- Cavaleiro da Grande Ordem de Mugunghwa[31]
- Grande Cruz da Ordem de Mérito Naval (com distintivo branco)[31]
- Grande Cruz com Colar da Ordem de Isabel a Católica[31]
- Grande Cruz da Aeronáutica do Mérito (com distintivo branco)[32]
- Grã-Cruz com Colar da Ordem de Carlos III[31]
- Cavaleiro da Grande Cruz com Colar da Ordem do Mérito da Itália[31]
- Colar da Ordem do Crisântemo[31]
- Extraordinário da Ordem do Mérito[31]
- Ordem do Grande Conquistador (1ª Classe)[31]
- Cavaleiro da Grande Cruz com Colar da Ordem de Santo Olavo[31]
- Grande Cruz da Ordem da Casa de Orange[31]
- Grã-Cruz da Ordem do Leão[31]
- Grande Cruz da Ordem da Águia Branca[31]
- Grande-Colar da Ordem do Infante D. Henrique[33]
- Grande-Colar da Ordem Militar de Sant'Iago da Espada[33]
- Ordem do Leão Branco (1ª Classe)
- Cavaleiro Comandante Honorário da Real Ordem Vitoriana[31]
- Grande Cruz da Ordem de São Miguel e São Jorge[31]
- Grande Cruz da Ordem do Banho (classe militar)[31]
- Colar da Ordem da Estrela da Romênia[31]
- Cavaleiro da Real Ordem do Serafim[31]
- Ordem do Príncipe Jaroslau, o Sábio (1ª Classe)[34]
- Ordem do Mérito (1ª Classe)

## Descendência
Abdullah é o primeiro rei da Jordânia a ter apenas uma esposa. Ele conheceu Rania Al-Yassin durante um jantar em agosto de 1992, ficando noivos seis meses depois e o casamento ocorrendo em 10 de junho de 1993. Juntos eles têm quatro filhos:
- Hussein, Príncipe Herdeiro, nascido em 28 de junho de 1994
- Iman bint Al Abdullah, nascida em 27 de setembro de 1996
- Salma da Jordânia, nascida em 26 de setembro de 2000
- Hashem bin Al Abdullah, nascido em 30 de janeiro de 2005